# Phratora alternata
Phratora alternata es una especie de insecto coleóptero de la familia Chrysomelidae.
Fue descrita científicamente en 2007 por Lopatin.